# Грецька вулиця (Таганрог)

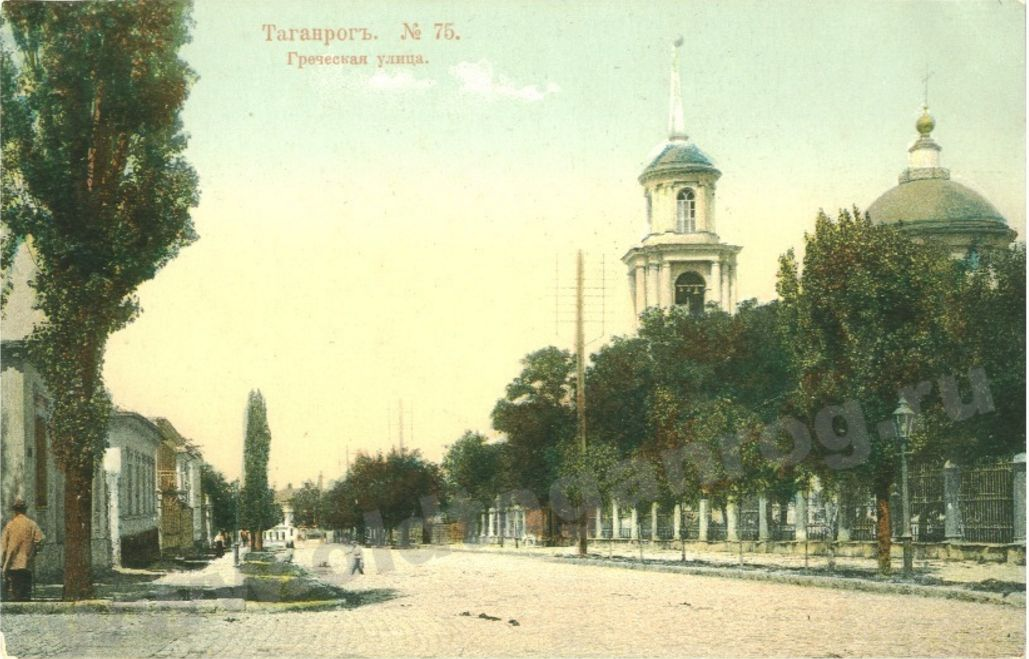

Грецька вулиця (рос. Греческая улица) — одна з основних історичних вулиць в центрі Таганрога. 
Розташована між Комсомольським бульваром і провулком Малосадовим, впираючись в Парк культури і відпочинку ім. Горького. Протяжність 2165 м. Нумерація будинків ведеться від Комсомольського бульвару.
У 1923 році вулиця Грецька перейменована в вул. III Інтернаціоналу. Колишню назву повернуто 70 років потому.

## На вулиці розташовані
- Будинок Чорноярової — вул. Грецька, 30.
- Будинок Лобанова - вул. Грецька, 32.
- Міський шаховий клуб «Досуг» — вул. Грецька, 37.
- Будинок градоначальника Папкова, де помер імператор Олександр I — вул. Грецька, 40.
- Будинок Лакієрів - вул. Грецька, 42.
- Виставковий зал Таганрозького відділення СХ Росії — вул. Грецька, 48.
- Будинок Авер'їно — вул. Грецька, 50.
- Церква Святих царів Костянтина і Олени (знищена, нині — багатоквартирний житловий будинок) — вул. Грецька, 54.
- Будинок Чайковського — вул. Грецька, 56.
- Нотна бібліотека — вул. Грецька, 56.
- Кам'яні сходи, що спускаються до Пушкінської набережної.
- Старий сонячний годинник.
- Комітет з управління майном м. Таганрога — вул. Грецька, 58.
- Будинок Паласова — вул. Грецька, 61.
- Будинок Перелешина — вул. Грецька, 63.
- Будинок Чебоненка — вул. Грецька, 71.
- Будинок Поганата — вул. Грецька, 83.
- Будинок таганрозького казначейства — вул. Грецька, 86.
- Редакція газети «Таганрозька правда» — вул. Грецька, 90.
- Будинок Маврокордато — вул. Грецька, 101.
- Будинок Камбурова — вул. Грецька, 102.
- Відділ УФСБ Росії по Ростовській області у м. Таганрозі — вул. Грецька, 103/3.
- Міська поліклініка №2 — вул. Грецька, 104.